# Muntanyeta de Comursí
La Muntanyeta de Comursí, en alguns mapes Muntanyeta de Comosí, és una muntanya de 987,3 metres que centra el sector nord-est del terme municipal de la Pobla de Segur, del Pallars Jussà. És a prop del límit amb el terme de Baix Pallars, del Pallars Sobirà.
Pertany a l'antic terme de Gramuntill, al nord del qual es troba.